# Mușchi zigomatic mic
Mușchiul zigomatic mic (latină: musculus zygomaticus minor) este un mușchi pereche care ridică buza superioară. Este situat între ridicătorul buzei superioare și zigomaticul mare. Își are originea pe fața laterală a osului zigomatic. Se inseră pe pielea porțiunii laterale a buzei superioare. Zigomaticul mic trage buza superioară înapoi, în sus și în exterior și ajută, de asemenea, la adâncirea și ridicarea șanțului nazolabial.
Zigomaticul mic este inervat de ramura bucală a nervului facial. Asemenea zigomaticului mare, zigomaticul mic primește sânge de la ramura labială superioară a arterei faciale.